# إيسوكن (فلم)
إيسوكن (بالإنجليزية: Isoken)، هُو فيلم كوميدي رومانسي نيجيري صدر سنة 2017، وقد كتبت نصه وأخرجته جاديسولا أوسيبيرو في أول عمل إخراجي لها. الفيلم من بطولة داكور إغبيسون أكاندي وجوزيف بنجامين وMarc Rhys.

## وصلات خارجية
- مقالات تستعمل روابط فنية بلا صلة مع ويكي بيانات